# Distance (pel·lícula de 2001)
Distance (ディスタンス, Disutansu) és una pel·lícula japonesa del 2001 dirigida per Hirokazu Koreeda, i protagonitzada per Arata, Tadanobu Asano, Yūsuke Iseya, Susumu Terajima i Yui Natsukawa.

## Argument
Fa tres anys, membres d'un culte van sabotejar el subministrament d'aigua de Tòquio, matant centenars i enverinant milers, abans de suïcidar-se massivament als afores de la ciutat i suposadament dispersant les seves cendres per un llac. En l'aniversari de l'atemptat, quatre membres de les famílies dels autors fan la travessa fins a aquell llac per recordar-los. Quan arriben, descobreixen que hi havia una moto aparcada davant d'ells. Al moll, veuen un antic membre del culte, Sakata, que s'havia entrenat per a l'atac però que havia desertat a l'últim moment. És distant i no interactua amb ells.
Al final del dia, tornen al seu vehicle només per trobar-lo desaparegut. Mentre discuteixen què fer a mesura que s'acosta la nit, Sakata ve i, descobrint que la seva motocicleta també ha desaparegut, els porta a la cabana on es van allotjar ell i els membres del culte difunts abans de l'atac, i passen la nit recordant la gent que ells han conegut i perdut. Els flashbacks il·luminen els moments en què els membres del culte van dir a les seves famílies que havien d'abandonar el món real per unir-se al culte, el temps de Sakata amb el culte i la seva eventual fugida, i la investigació policial posterior després de l'atac.
La Sakata i l'Atsushi parlen de la Yûko, la germana d'Atsushi, amb qui Sakata tenia una relació molt estreta i havia demanat que fugís amb ell la nit abans de l'atac. Atsushi, segons Sakata, no s'assembla gens a la Yûko.
L'endemà al matí, tornen amb tren a la ciutat. En el viatge de tornada, en Sakata li pregunta a l'Atsushi qui és realment, dient que la Yuko li va dir que el seu germà s'havia suïcidat uns anys abans. L'Atsushi diu que probablement estava mentint, i Sakata respon que no ho hauria dit així si estigués mentint.
Quan l'Atsushi va a veure el vell que havia estat visitant a l'hospital, l'home ha mort. La infermera diu que havia pensat que Atsushi era el fill del vell, com ell visitava sovint, fins que el fill real del vell havia arribat a l'hospital després de la seva mort.
La pel·lícula acaba amb Atsushi tornant al llac i posant flors al llac per al seu pare. Després crema fotos familiars i records al moll del llac. El foc es fa més gran i es converteix en una gran conflagració quan l'Atsushi s'allunya.

## Repartiment
- Arata – Mizuhara Atsushi, treballador de la floristeria
- Yūsuke Iseya - Enoki Masaru, antic instructor de natació
- Susumu Terajima – Kai Minoru, assalariat
- Yui Natsukawa - Yamamoto Kiyoka, professor
- Tadanobu Asano - Sakata, membre supervivent
- Ryo – Yûko

## Producció
Koreeda s'interessava originàriament pels deixebles d'Aum Shinrikyo, que havien comès l'atac de gas sarín al metro de Tòquio. No pretenia que la pel·lícula fos una crítica directa d'aquest tipus de sectes, sinó que posés l'atenció sobre la responsabilitat cívica de tots per aturar aquests atacs i "com cada individu està directament relacionat o és responsable d'un acte criminal".
Hi va haver molta improvisació a l'hora de rodar la pel·lícula. Cadascun dels actors principals tenia informació retinguda sobre la història de fons dels altres personatges i, en canvi, se'ls va donar els escenaris en què els personatges interactuarien. Així, les relacions entre els personatges es van construir de manera vaga sobre les interaccions del món real dels actors.

## Recepció
Distance té una puntuació del 80% a Rotten Tomatoes, amb una puntuació mitjana de 6,3/10.

## Premis
Aquesta pel·lícula va ser nominada al premi Palma d'Or al 54è Festival Internacional de Cinema de Canes.